# Liste des sénateurs du Val-d'Oise
Cet article donne la liste des sénateurs élus dans le Val-d'Oise sous la Cinquième République, depuis les élections de 1968. Le nombre de sénateurs pour l'ancien département de Seine-et-Oise était fixé à 8 élus depuis l'élection complète du Sénat du 26 avril 1959. À la suite de la réorganisation de la région parisienne, entrée en vigueur le 1er janvier 1968, le nombre de sénateurs de la Seine et de Seine-et-Oise a été porté de 30 à 39, ces sièges ayant été répartis entre les nouveaux départements. Le Val-d'Oise, de même que l'ensemble de la région parisienne, appartenait à la série C. Les sénateurs étaient élus pour un mandat de 9 ans, les renouvellements ayant eu lieu en 1977, 1986 et 1995.
Après la loi no 2003-697 du 30 juillet 2003, le mandat des sénateurs a été réduit à 6 ans. Cette nouvelle durée s'est appliquée au Val-d'Oise lors des élections de 2004. Elle a cependant été portée à sept ans, l'allongement d'un an de ce mandat étant dû à une décision du Conseil constitutionnel de 2004 qui a reporté les élections initialement prévues en 2007 et 2010, pour éviter un trop grand nombre de scrutins en 2007. Le Val-d'Oise appartient, depuis les élections de 2011, à la série 1.
Les sénateurs sont élus au suffrage universel indirect par les grands électeurs. En 2011, ceux-ci sont 2 074. 
En prolongement du mode de scrutin en vigueur dans l'ancien département de Seine-et-Oise a été conservé le mode de scrutin proportionnel, même s'il aurait dû basculer vers un mode de scrutin majoritaire à deux tours. Cette exception a été supprimée en 2003, lors de l'abaissement du seuil à quatre sénateurs, mais sans conséquence pour le département, dont le nombre d'élus est de 4 depuis 1977, après avoir été élevé une première fois de 3 à 4 lors de l'élection de 1968.

## Mandature 1968-1977
Du 22 septembre 1968 au 24 septembre 1977.
| Identité          | Parti | Parti | Autres mandats                                                |
| ----------------- | ----- | ----- | ------------------------------------------------------------- |
| Fernand Chatelain |       | PCF   | Adjoint au maire d'Argenteuil                                 |
| Adolphe Chauvin   |       | UDR   | Président du Conseil général du Val-d'Oise, maire de Pontoise |
| André Messager    |       | UDR   | Conseiller général de Taverny, maire de Taverny               |

## Mandature 1977-1986
Du 25 septembre 1977 au 27 septembre 1986.
| Identité              | Parti | Parti | Autres mandats                                               |
| --------------------- | ----- | ----- | ------------------------------------------------------------ |
| Marie-Claude Beaudeau |       | PCF   |                                                              |
| Adolphe Chauvin       |       | UDR   |                                                              |
| Louis Perrein         |       | PS    | Maire de Villiers-le-Bel                                     |
| Pierre Salvi          |       | UDR   | Président du Conseil général du Val-d'Oise, maire de Viarmes |

1. ↑  à compter du 12 juin 1979, en remplacement de Fernand Chatelain, décédé.

## Mandature 1986-1995
Du 28 septembre 1986 au 23 septembre 1995.
| Identité              | Parti | Parti | Autres mandats           |
| --------------------- | ----- | ----- | ------------------------ |
| Marie-Claude Beaudeau |       | PCF   |                          |
| Hélène Missoffe       |       | RPR   |                          |
| Louis Perrein         |       | PS    | Maire de Villiers-le-Bel |
| Michel Poniatowski    |       | UDF   | Maire de L'Isle-Adam     |

1. ↑  à compter du 10 janvier 1989, en remplacement de Pierre Salvi, décédé.

## Mandature 1995-2004
Du 24 septembre 1995 au 30 septembre 2004.
| Identité                | Parti | Parti | Autres mandats |
| ----------------------- | ----- | ----- | -------------- |
| Bernard Angels          |       | PS    |                |
| Marie-Claude Beaudeau   |       | PCF   |                |
| Gérard Claudel          |       | UMP   |                |
| Jean-Philippe Lachenaud |       | UMP   |                |

1. ↑  à compter du 5 juillet 1997, en remplacement d'Alain Richard, nommé au gouvernement.
2. ↑  à compter du 1er mai 2004, en remplacement de Nelly Olin, maire de Garges-lès-Gonesse, nommée au gouvernement.

## Mandature 2004-2011
Du 26 septembre 2004 au 30 septembre 2011.
| Identité           | Parti | Parti | Autres mandats |
| ------------------ | ----- | ----- | -------------- |
| Bernard Angels     |       | PS    |                |
| Robert Hue         |       | PCF   |                |
| Raymonde Le Texier |       | PS    |                |
| Lucienne Malovry   |       | UMP   |                |
| Hugues Portelli    |       | UMP   | Maire d'Ermont |

1. ↑  à compter du 2 novembre 2004, en remplacement de Nelly Olin, maintenue au gouvernement.

## Mandature 2011-2017
Depuis le 25 septembre 2011.
| Identité         | Parti | Parti | Autres mandats                                    |
| ---------------- | ----- | ----- | ------------------------------------------------- |
| Francis Delattre |       | UMP   | Maire de Franconville                             |
| Dominique Gillot |       | PS    | Conseillère générale de Cergy-Sud, maire d'Éragny |
| Robert Hue       |       | MDP   |                                                   |
| Hugues Portelli  |       | UMP   | Maire d'Ermont                                    |
| Alain Richard    |       | PS    | Maire de Saint-Ouen-l'Aumône                      |

## Mandature 2017-2023
Depuis le 24 septembre 2017.
| Identité                   | Parti | Parti | Autres mandats                                    |
| -------------------------- | ----- | ----- | ------------------------------------------------- |
| Arnaud Bazin               |       | LR    | Conseiller départemental du canton de L'Isle-Adam |
| Jacqueline Eustache-Brinio |       | LR    | Conseillère municipale de Saint-Gratien           |
| Sébastien Meurant          |       | LR    | Conseiller municipal de Saint-Leu-la-Forêt        |
| Alain Richard              |       | LREM  | Conseiller municipal de Saint-Ouen-l'Aumône       |
| Rachid Temal               |       | PS    | Conseiller régional d'Île-de-France               |

## Mandature 2023-2029
Depuis le 24 septembre 2023.
| Identité                   | Parti | Parti | Autres mandats                                    |
| -------------------------- | ----- | ----- | ------------------------------------------------- |
| Arnaud Bazin               |       | LR    | Conseiller départemental du canton de L'Isle-Adam |
| Pierre Barros              |       | PCF   | Maire de Fosses                                   |
| Jacqueline Eustache-Brinio |       | LR    | Conseillère municipale de Saint-Gratien           |
| Daniel Fargeot             |       | DVD   | Maire d'Andilly                                   |
| Rachid Temal               |       | PS    | Conseiller régional d'Île-de-France               |